# Karelen tartomány
Karelen (Karélia, finnül Karjala) Finnország egyik történelmi tartománya volt. Szomszédai Nyland, Savolax és Österbotten tartományok. A második világháború alatt Nyugat-Karéliát a Szovjetunió erőszakkal elfoglalta.

## Történelem
A 13. század során Karélia miatt Novgorod és Svédország között kemény harcok voltak. Egyes svéd források szerint az itteni lakosság  és a novgorodiak szövetségben voltak. A harmadik svéd keresztes hadjárat Torkel Knutsson vezetésével (1293 és 1295 között) sikerrel járt és Karélia nyugati része is svéd fennhatóság alá került, majd felépült a Vyborg erőd is.
A harcok egészen 1300-ig folytatódtak, amikor a svédek a Néva folyó torkolatát elfoglalták és egy erődöt építettek, amit a következő évben az oroszok leromboltak. 1321 és 1322 között folyó egyenlő harcok után megkötötték a nöteborgi fegyverszüneti szerződést, amely először határozta meg a határt Svédország és Novgorod között.
1635-ben Savolax tartományt és a Vyborg körüli területeket beleolvasztották a Viborg és Nyslott megyébe. A nystadi béke (1721) után Vyborgot és Kexholm megyét átadták az oroszoknak, a fennmaradó területekből megalakult Kymmenegårds és Nyslott megye. 1809 után újra visszaadták Finnországnak.
A második világháború alatt a finnek visszafoglalták Kelet-Karéliát és megalakították Kymi tartományt.

## Kultúra
Híres karéliaiak:
- Martti Ahtisaari
- Edith Södergran
- Riitta Uosukainen
- Matti Vanhanen
- Johannes Virolainen

## Címer
A címert 1560-ban, I. Vasa Gusztáv temetésekor kapta.

## Külső hivatkozások
- Karélia – Virtual Finland
- Térképek
- Zászló
- A karéliaiak
- ProKarelia Archiválva 2012. október 8-i dátummal a Wayback Machine-ben